# Journée des Nations unies pour la fonction publique
La Journée des Nations unies pour la fonction publique (Public Service) est une journée internationale ayant pour but de mettre en valeur le rôle des administrations publiques dans le développement des communautés.

## Objectifs
Créée par la résolution 57/277, cette journée a pour objectifs :
- de mettre en valeur le travail des agents de la fonction publique ;
- d'encourager le choix d'une carrière dans la fonction publique ;
- de valoriser la contribution du secteur public au processus de développement.

## Prix d'excellence
Le Prix d'excellence des Nations Unies pour le service public est décerné chaque année le 23 juin parmi les cinq groupes régionaux des Nations unies (Afrique, Asie-Pacifique, Europe de l'Est, Amérique latine-Caraïbes et Asie occidentale) dans les catégories suivantes :
- la capacité à atteindre les populations les plus pauvres et vulnérables grâce à des services et partenariats complets et durables ;
- l'effort de transparence et le principe participatif dans la prise de décision ;
- la promotion de l'égalité des sexes au sein du service public pour atteindre les objectifs de développement durable.